# L'Homme doré
L'Homme doré (titre original : The Golden Man) est une nouvelle de science-fiction de Philip K. Dick, publiée pour la première fois en avril 1954 dans le magazine If. Elle est écrite la même année que Progéniture et Petit Déjeuner au crépuscule.

## Publications
Cette nouvelle, écrite en 1953, a été publiée pour la première fois aux États-Unis dans le magazine If d'avril 1954.
Elle a été traduite en français par France-Marie Watkins et publiée dans le recueil de nouvelles du même nom (L'homme doré, 1982). 
En 1996, elle est de nouveau traduite par Hélène Collon et publiée dans Nouvelles 1952-1953 (Denoël, collection "Présences").

## Résumé
Cette nouvelle raconte l'histoire d'un mutant qui, pour échapper à ses poursuivants, use de deux pouvoirs majeurs. Le premier lui permet de voir l'avenir deux minutes à l'avance et d'échapper ainsi quasi magiquement à ses ennemis. Le second réside dans sa peau dorée et sa plastique exceptionnelle qui lui permettent de séduire toutes les femmes. Ces deux pouvoirs lui donnent un avantage de survie prédominant sur l’humain normal. Toutefois, il ne manque à cet être exceptionnel qu'une seule qualité, jugée inutile par l'évolution sélective et semble-t-il d'après l'auteur non essentielle au regard de la gent féminine : l'intelligence.

## Adaptation
Cette nouvelle a été librement adaptée en 2007 pour le cinéma avec le film Next avec Nicolas Cage, Julianne Moore et Jessica Biel.